# David Affengruber
David Affengruber, né le 19 mars 2001 à Scheibbs, est un footballeur autrichien qui évolue au poste de défenseur central à Elche CF.

## Biographie
Né dans le Mostviertel, en Basse-Autriche, Affengruber a grandi à Wieselburg, où il commence le football dans le club local,,.

### Carrière en club
Après ces premiers pas dans son club local, David Affengruber rejoint les géants autrichiens du RB Salzbourg en 2013.
Devenant dès 2019 un élément central du FC Liefering — l'équipe reserve du club en deuxième division autrichienne — il brille également en UEFA Youth League avec Salzbourg : il est au cœur du bon parcours des siens lors de l'édition 2019-20, où ils éliminent les tenants du titre du FC Porto, les champions anglais de Derby County et l'OL de Florent Da Silva (en) et Malo Gusto,. Le parcours des Salzbourgeois ne s'arrête qu'en demi-finale, contre les futurs champions du Real Madrid, portés par des joueurs comme Miguel Gutiérrez ou Marvin Park (en).
Affengruber fait ses débuts seniors le 30 janvier 2021, à l'occasion d'un match de Bundesliga autrichienne contre le TSV Hartberg, se soldant par une victoire 0-3 à l'extérieur.
Le 11 juin 2021, Affengruber rejoint le SK Sturm Graz pour un contrat de trois saisons. À l'issue de la saison 2023-2024, il quitte le club libre.
Le 28 juin 2024, il rejoint gratuitement le Elche CF en deuxième division espagnole. Il signe un contrat de deux ans.

### Carrière en sélection
David Affengruber est international des moins de 19 ans avec l'Autriche depuis 2019, dont il porte à plusieurs reprises le brassard de capitaine, notamment lors des qualifications à l'euro 2020, finalement annulé à cause du covid, alors que les autrichiens avaient remporté tous leurs matchs de qualifications, notamment contre la l'Irlande et leurs voisins suisses,.

## Palmarès
RB Salzbourg
- Championnat d'Autriche (1) :
  - Champion en 2020-21.

 SK Sturm Graz
- Championnat d'Autriche (1) :
  - Champion en 2023-2024.
- Coupe d'Autriche (2) :
  - Vainqueur en 2022-2023 et 2023-2024.